# 빌 잉글리시
사이먼 윌리엄 "빌" 잉글리시 경(영어: Sir Simon William "Bill" English, 1961년 12월 30일~)는 뉴질랜드의 정치인이다. 2016년 12월 12일 존 키 총리의 후임으로 제39대 뉴질랜드의 총리를 지냈다. 이 외에 뉴질랜드 국민당 대표, 뉴질랜드 재무장관을 지냈다.

## 역대 선거 결과
| 선거명      | 직책명                             | 대수 | 정당            | 득표율 | 득표수      | 결과         | 당락                           |
| ----------- | ---------------------------------- | ---- | --------------- | ------ | ----------- | ------------ | ------------------------------ |
| 1990년 선거 | 하원의원 (월리스 선거구)           | 43대 | 뉴질랜드 국민당 | 70.52% | 12,243표    | 1위          | 월리스 하원의원 당선           |
| 1993년 선거 | 하원의원 (월리스 선거구)           | 44대 | 뉴질랜드 국민당 | 55.93% | 9,832표     | 1위          | 월리스 하원의원 당선           |
| 1996년 선거 | 하원의원 (클루다사우스랜드 선거구) | 45대 | 뉴질랜드 국민당 | 47.09% | 14,764표    | 1위          | 클루다사우스랜드 하원의원 당선 |
| 1999년 선거 | 하원의원 (클루다사우스랜드 선거구) | 46대 | 뉴질랜드 국민당 | 51.22% | 15,619표    | 1위          | 클루다사우스랜드 하원의원 당선 |
| 2002년 선거 | 하원의원 (클루다사우스랜드 선거구) | 47대 | 뉴질랜드 국민당 | 55.65% | 16,159표    | 1위          | 클루다사우스랜드 하원의원 당선 |
| 2005년 선거 | 하원의원 (클루다사우스랜드 선거구) | 48대 | 뉴질랜드 국민당 | 66.48% | 20,020표    | 1위          | 클루다사우스랜드 하원의원 당선 |
| 2008년 선거 | 하원의원 (클루다사우스랜드 선거구) | 49대 | 뉴질랜드 국민당 | 67.87% | 22,631표    | 1위          | 클루다사우스랜드 하원의원 당선 |
| 2011년 선거 | 하원의원 (클루다사우스랜드 선거구) | 50대 | 뉴질랜드 국민당 | 68.99% | 19,726표    | 1위          | 클루다사우스랜드 하원의원 당선 |
| 2014년 선거 | 하원의원 (비례대표)                | 51대 | 뉴질랜드 국민당 | 47.04% | 1,131,501표 | 비례대표 1번 | 비례대표 하원의원 당선         |
| 2017년 선거 | 하원의원 (비례대표)                | 52대 | 뉴질랜드 국민당 | 44.45% | 1,152,075표 | 비례대표 1번 | 비례대표 하원의원 당선         |